# Friedrich Pretorius
Friedrich Pretorius (ur. 4 sierpnia 1995) – południowoafrykański lekkoatleta specjalizujący się w wielobojach.
W 2014 był siódmy zarówno na igrzyskach Wspólnoty Narodów, jak i na światowym czempionacie juniorów w Eugene. Jedenasty wieloboista uniwersjady (2015). W tym samym roku zdobył brązowy medal igrzysk afrykańskich. Mistrz Afryki z 2016 roku.
Złoty medalista mistrzostw RPA.
Rekord życiowy w dziesięcioboju: 8002 pkt. (18 marca 2017, Pretoria).

## Osiągnięcia
| Rok  | Impreza                     | Miejsce      | Konkurencja   | Pozycja     | Wynik     |
| ---- | --------------------------- | ------------ | ------------- | ----------- | --------- |
| 2014 | Igrzyska Wspólnoty Narodów  | Glasgow      | dziesięciobój | 7. miejsce  | 7639 pkt. |
| 2014 | Mistrzostwa świata juniorów | Eugene       | dziesięciobój | 7. miejsce  | 7689 pkt. |
| 2015 | Uniwersjada                 | Gwangju      | dziesięciobój | 11. miejsce | 7174 pkt. |
| 2015 | Igrzyska afrykańskie        | Brazzaville  | dziesięciobój | 3. miejsce  | 7186 pkt. |
| 2016 | Mistrzostwa Afryki          | Durban       | dziesięciobój | 1. miejsce  | 7780 pkt. |
| 2017 | Uniwersjada                 | Tajpej       | dziesięciobój | 6. miejsce  | 7390 pkt. |
| 2018 | Mistrzostwa Afryki          | Asaba        | dziesięciobój | 2. miejsce  | 7730 pkt. |
| 2022 | Mistrzostwa Afryki          | Saint-Pierre | dziesięciobój | 2. miejsce  | 7504 pkt. |
| 2024 | Igrzyska afrykańskie        | Akra         | dziesięciobój | 1. miejsce  | 7550 pkt. |